# Вольфганг Шверк
Мадупран Вольфганг Шверк (нім. Madhupran Wolfgang Schwerk, *28 липня 1955, Золінген, Німеччина) - німецький бігун на ультрамарафонські дистанції. Він торгував у роздріб, був оперним співаком (баритон), фермером, теслею, займався птахівництвом, перш ніж стати господарем власного будинку в 1984. З 1981 року одружений з оперною співачкою Корнелією Бергер-Шверк і у них є одна дочка.
Спеціалізується на багатоденних пробігах і тримає рекорд на 3100 миль (4989 км), показаний в бігу на 3100 миль самоперевершення марафонської команди Шрі Чінмоя. Шверк також фінішував в Транс-Австралія-2001 (4667 км) і зайняв третє місце в Лісабон-Москва-2003. В 2002 Шверк вразив ультрамарафонский світ перемогою і рекордом на 3100 миль за 42 дні 13 годин 24 хвилини і 03 секунди, в середньому по 117,13 км на добу. По ходу забігу він встановив 74 нових рекорди на дистанціях від 1400 миль до 5000 км і показав найкращий результат сезону у світі на 1000 миль - 13 днів 5 годин.
Влітку 2006 він побив власний рекорд 2002 року на 3100 миль самоперевершення, показавши 41 день 8 годин 16 хвилин 29 секунд, в середньому 120,88 км на добу.
Шверк також показав другий результат за всю історію добового бігу - 276,21 км.